# 十次元立方体サイファー
『十次元立方体サイファー』（じゅうじげんりっぽうたいサイファー）は、Abel SOFTWARE、アーベルなどにより、発売されたミステリー・アドベンチャーゲーム。

## 概要
2004年12月24日にWindows用アダルトゲーム『十次元立方体サイファー 〜蒼き月の水底〜』として発売。その後、性描写の廃止や追加要素を加えた家庭用ゲーム機移植版（以下、CS）が制作され、2007年6月28日にはPlayStation 2用『十次元立方体サイファー 〜ゲーム・オブ・サバイバル〜』、2009年8月27日にPlayStation Portable用『十次元立方体サイファーPORTABLE』がそれぞれ発売された。
物語は、陸の孤島ともいうべき洋館「月光館」で行われる閉鎖環境における臨床試験のために集められた9人の男女が1週間生活をともにすることになるが、その中で惨劇が発生することになる。
ゲーム内容は一般的なコマンド選択形式のアドベンチャーゲームであるが、リアルタイム制やランダムに提示される謎解き要素などのシステムを導入している。
また、同社から発売されている推理アドベンチャーゲーム「探偵紳士シリーズ」と同一の世界観であり、CS版で追加された後日談シナリオではシリーズ第2作の主人公・八十神かおるが登場する。
なお、シナリオを担当した菅野ひろゆきは、ウェブサイト「ファミ通.com」の2007年2月2日のインタビューにおいて、外部が制作した当初のシナリオから全面的に書き直したと語っている。そのためパソコン版発売前に外部に広報されたシーンが本編ではなかったり、意味ありげな設定や伏線らしきシーンが最後までクリアしても回収されなかったりといった混乱が見られる。具体的な例を挙げれば、「十次元立方体サイファー」というタイトルの意味はゲームをクリアしても不明のまま終わる。

## あらすじ
洋館「月光館」で、閉鎖環境における心理の変化を観察するための臨床試験が行われることになり、ミステリーマニアの大学生・不二城拓人は高額なバイト代につられて参加した｡「館の敷地内からはなれないこと」「昼は眠り、夜に活動すること」「脳波モニターを外さないこと」そして「１日に一度、必ず月を見ること」というルールの元臨床試験は行われた。
その臨床試験のさなか、惨劇は起きた。そして、犯人を探していくうちに、被験者たちにある共通点が見つかる。

## 登場人物
不二城 拓斗
声：大原崇
主人公。苦学生と自称するミステリーオタクの学生。生活費のためにこの臨床実験に参加した。
推理力は高く、物語開始前に八十神かおるに探偵の資質を見出されている。
牧田京子
声：ゆかな
臨床試験に参加した女性。いわゆる眼鏡っ娘。
気弱な性格だが、凶悪な別人格を宿している。
三上翔子
声：甲斐田裕子
臨床試験のプロジェクトリーダーである医師。優しくも冷静な人物。
日向真琴
声：皆川典子
臨床試験参加者の一人である少女。ある事情により感情を失ってしまった。無口だが人見知りではない。
大黒香奈
声：〆野潤子
三上の助手としてついてきたメテオ製薬の契約社員で、ナース服を着用している。
多くの人間はその容姿やスローペースな口調に惑わされやすいが、実際は大学院に通う才女である。
琴風 ゆみ
声：石松千恵美
月光館の雇われ管理人。穏やかなようだが、一人でいるときは無表情になったりと謎が多い。
睦月左京
声：四宮豪
臨床試験の取材に来たフリーの記者。
牧田政樹
知能指数180の天才大学生。拓斗の推理に反証を出してくるライバル的存在。
金谷阿佐美
声：友永朱音
他者に恐怖を抱く女性。他人と常に一定以上の距離を置きたがる。
PC版ではポニーテールでミニスカート姿だったが、CS版ではウェーブの掛かったロングヘアとロングスカートで、顔つきもPC版より大人びている。
穂月
声：ゆかな
謎のゴスロリ少女。神出鬼没で、拓斗の前に幽霊のように現れる。
八十神かおる
声：緒方恵美
『ミステリート』の主人公。CS版より登場。

## ゲームシステム
動的タイムリンク・システム
ゲーム中にリアルタイムで処理される時間の概念があり、時間の経過にしたがってキャラクターが館の中を移動している。そのため、ある場所にいたままゲームを放置していると突然他のキャラクターとの会話が始まることもある。キャラクターが館内のどこにいるかは各人に配られた情報端末に表示され、どこにいけば誰に会えるのかがわかるようになっている。時間のリアルタイム処理は、3Dポリゴン系のアクションアドベンチャーゲームではともかく、本作のようなテキスト表示系のアドベンチャーゲームで採用されるのは珍しい。
また、ゲーム内では一定の時間ごとにチェックタイムというべき時間帯が存在し、それまでにゲームのストーリーをある段階まで進めないとタイムオーバーになって主人公が何者かに惨殺されるバッドエンドとなる。逆に、その段階までゲームを進めると自動的にチェックポイントまでの時間が省略されて次の時間帯に移行する。
マルチエンディング
本作のエンディングは2種類あるが、物語の流れ自体は分岐のない一本道である。どちらのエンディングになるかはゲームをインストールしたとき（CS版はゲームを起動したとき）にランダムで決まり、中盤まではほぼ同じ展開であるが終盤になって全く違う展開になる。マルチエンディングはアドベンチャーゲームではよく見られるが、通常はゲーム中のプレイヤーの選択によって分岐するものであり、「ゲーム開始時にランダムで決まる」というのは他に類を見ない。発売当初はこのことは伏せられていたため、ゲーム終了後に他のプレイヤーと話をして食い違いがでて初めて気づくという仕掛けとなっている。
どちらのルートになるかはゲーム開始時のタイトル画面で区別でき、月光館が夕焼けに赤く染まっているルート（通称「赤」ルート）は推理系、月光館が夜の月に照らされているルート（「青」ルート）はサイエンス・フィクション系の作風となっている。パソコン版で別のルートに行くためにはセーブデータを初期化する必要がある。
中盤まではほぼ共通の展開で進む関係上、両方のルートの伏線が張られていく。しかしそれぞれのルートは事件の真相が全く異なるどころか根本的な設定すら違い、何の繋がりもないものとなっている。その為、物語と関係なく回収もされない伏線が多数張られるという事になる。
謎解き
ゲームの途中で暗証番号入力の金庫と時計を特定の時間に合わせる隠し扉が登場するが、その謎解きに複数のパターンが用意されており、プレイするたびにランダムに問題が出題される。これは、菅野によるプレイヤーが自力で謎解きをさせるための意図による。

## CS版変更点
- 各登場人物の声が追加された。
- CS版移植に伴い性描写シーンがカットされた。
- 金谷阿佐美のキャラクターデザインを変更された[5]。
- 赤と青の両方のシナリオをクリアすると、赤ルートの後日談として『ミステリート 〜不可逆世界の探偵紳士〜』の第弐話外伝「まさか・・・・あの人が!?新探偵誕生」がプレイできる。
- 『十次元立方体サイファーPORTABLE』では、ショートミステリー集「十次元からの挑戦!」が追加された。

## スタッフ
- 企画・脚本・ゲームデザイン - 菅野ひろゆき
- キャラクターデザイン、原画 - すぎやま現象